# Armando Trasarti
Armando Trasarti (Campofilone, 16 febbraio 1948) è un vescovo cattolico italiano, dal 3 maggio 2023 vescovo emerito di Fano-Fossombrone-Cagli-Pergola.

## Biografia
Nasce a Campofilone, in provincia ed arcidiocesi di Fermo, il 16 febbraio 1948.

### Formazione e ministero sacerdotale
Compie gli studi classici e quelli filosofico-teologici nel seminario arcivescovile di Fermo.
Il 1º novembre 1974 è ordinato presbitero dall'arcivescovo Cleto Bellucci, che già lo aveva ordinato diacono.
Dopo l'ordinazione consegue la licenza in teologia alla Pontificia Università Lateranense. Dal 1974 al 1979, è vicario-cooperatore per la parrocchia di san Pio X e vicario-curato per la parrocchia di San Luigi Gonzaga, a Porto Sant'Elpidio. Dal 1979 al 1988 è parroco della parrocchia di San Pio X e poi, dal 1988 al 1999, della parrocchia di San Liborio a Montegranaro.
Dal 1994 al 1999 è vicario foraneo nella forania di Montegranaro. Dal 1999 al 2000 è amministratore parrocchiale della parrocchia di Santa Lucia a Fermo. Dal 1999 al 2005 è inoltre vicario generale dell'arcidiocesi di Fermo, dal 2005 al 2006, amministratore diocesano per la stessa arcidiocesi e ancora dal 2006 al 2007 vicario generale.
Inoltre dal 2000 è presidente dell'Opera di Religione dell'arcidiocesi per l'animazione cristiana e consigliere ecclesiastico della Coldiretti; dal 2001 è rettore della basilica cattedrale metropolitana di Santa Maria Assunta in Cielo di Fermo; dal 2003 canonico presidente del capitolo cattedrale di Fermo e presidente della commissione per i lavori straordinari dell'ente seminario di Fermo; e dal 2004 presidente del collegio dei consultori. È anche docente di teologia presso l'Istituto Superiore Marchigiano.

### Ministero episcopale
Il 21 luglio 2007 papa Benedetto XVI lo nomina vescovo di Fano-Fossombrone-Cagli-Pergola; succede a Vittorio Tomassetti, dimessosi per raggiunti limiti di età. Il 7 ottobre successivo riceve l'ordinazione episcopale, nella cattedrale di Fermo, dall'arcivescovo Luigi Conti, co-consacranti l'arcivescovo Cleto Bellucci e il vescovo Vittorio Tomassetti. Il 21 ottobre prende possesso della diocesi.
Il 3 maggio 2023 papa Francesco accoglie la sua rinuncia, presentata per raggiunti limiti di età, al governo pastorale della diocesi di Fano-Fossombrone-Cagli-Pergola; gli succede Andrea Andreozzi, fino ad allora rettore del Pontificio seminario regionale umbro. Rimane amministratore apostolico della diocesi fino all'ingresso del successore, avvenuto il 9 luglio seguente. 
Da vescovo emerito ritorna a vivere a Fermo, dove l'arcivescovo Rocco Pennacchio lo nomina cappellano volontario della Casa di Reclusione di Fermo.

## Genealogia episcopale
La genealogia episcopale è:
- Cardinale Scipione Rebiba
- Cardinale Giulio Antonio Santori
- Cardinale Girolamo Bernerio, O.P.
- Arcivescovo Galeazzo Sanvitale
- Cardinale Ludovico Ludovisi
- Cardinale Luigi Caetani
- Cardinale Ulderico Carpegna
- Cardinale Paluzzo Paluzzi Altieri degli Albertoni
- Papa Benedetto XIII
- Papa Benedetto XIV
- Papa Clemente XIII
- Cardinale Bernardino Giraud
- Cardinale Alessandro Mattei
- Cardinale Pietro Francesco Galleffi
- Cardinale Giacomo Filippo Fransoni
- Cardinale Carlo Sacconi
- Cardinale Edward Henry Howard
- Cardinale Mariano Rampolla del Tindaro
- Cardinale Gennaro Granito Pignatelli di Belmonte
- Cardinale Pietro Boetto, S.I.
- Cardinale Giuseppe Siri
- Cardinale Giacomo Lercaro
- Vescovo Gilberto Baroni
- Cardinale Camillo Ruini
- Arcivescovo Luigi Conti
- Vescovo Armando Trasarti